# سوآیمباهواکا
سوآیمباهواکا (به لاتین: Soavimbahoaka) یک منطقهٔ مسکونی در ماداگاسکار است که در میاریناریوو (منطقه) واقع شده‌است.
 سوآیمباهواکا  ۱۰٬۰۰۰ نفر جمعیت دارد.